# گوانیلیل سیکلاز محلول
گوانیلیل سیکلاز محلول (انگلیسی: Soluble guanylyl cyclase) که به‌اختصار «sGC» نامیده می‌شود، تنها گیرندهٔ شناخته‌شده برای نیتریک اکسید (NO) است. این پروتئین محلول در آب و داخل‌سلولی است و به‌طور مشخص در اتساع عروق در انسان نقش دارد.
این آنزیم توسط ژن‌های «GUCY1A2»، «GUCY1A3»، «GUCY1B2» و «GUCY1B3» کد می‌شود و عدد گروه آنزیم «۴.۶.۱.۲» دارد.